# Loan His
Loan His est une gymnaste artistique française, née à Nantes le 10 avril 1999. Elle s’est entraînée d'août 2010 à juillet 2016 au Pôle Espoir de gymnastique de Toulon, qui a ensuite fermé ses portes. Elle est désormais à l'INSEP.

## Biographie
Loan commence la gymnastique à 4 ans et demi au club de La Nantaise. Elle déménage ensuite à l'île de La Réunion où elle rejoint le club du Saint-Denis Gym Réunion (SDGR) à Saint-Denis. Lors d'un stage en métropole, Loan est détectée par Céline et Éric Boucharin, ses entraîneurs actuels, pour intégrer le pôle espoir de Toulon. Elle s'y entraîne toujours aujourd'hui 27 heures par semaine et fait partie du collectif France depuis 2011.  
En 2015, elle remporte la médaille d'or au concours général individuel et au sol aux Championnats de France. Aux Championnats d'Europe de gymnastique artistique 2015, elle termine onzième du concours général et huitième de la finale des barres asymétriques.
Aux Championnats d'Europe de gymnastique artistique féminine 2016, elle est médaillée de bronze par équipes avec Marine Brevet, Marine Boyer, Oréane Lechenault et Alison Lepin.
Après les championnats de France, qui se sont tenus à Mulhouse, Loan décroche sa sélection aux Jeux Olympiques de Rio. 
Après 5 années passées sur Toulon, Loan quittera le pôle pour l'INSEP, où elle s'entrainera à partir de septembre 2016 sous la responsabilité de Dimitru Pop, Hong Ma Wang et Jianfu Ma.
En août 2016, Loan participe aux jeux olympiques, à Rio de Janeiro.

## Palmarès

### Championnats de France
- 2010 (Albertville): 9e au concours général
- 2012 (Nantes / Junior):  1er  au concours général
- 2013 (Mulhouse / Junior):  3e  au concours général
- 2014 (Agen / Junior):  1er  au concours général
  -  2e  aux barres asymétriques
  - 4e  au sol
- 2015 (Rouen / Senior): 
  -  1er au concours général
  -  1er au sol

### Championnats d'Europe
- 2015 (Montpellier / Seniors) :
  - 11e au concours général
  - 8e aux barres asymétriques
- 2016 (Berne/ Seniors):  3e par équipes

### Coupes Nationales
- 2011 (La Madeleine):  1er au concours général
- 2012 (Bourges / Junior):  2e au concours général
- 2014 (Mouillerons-le-captif / Senior): 7e au concours général